# James Cayne
James E. Cayne (Evanston, 14 de fevereiro de 1934 – 28 de dezembro de 2021) foi um empresário americano, que serviu como CEO da Bear Stearns. Em 2006, ele se tornou "o primeiro chefe de Wall Street a possuir uma participação da empresa no valor de mais de 1 bilhão de dólares" mas perdeu a maior parte no colapso de 2007–2008 das ações da Bear Stearns e vendeu toda a sua participação na empresa por 61 milhões de dólares.

## Início da vida e carreira
Cayne nasceu e foi criado em Evanston, Illinois.[carece de fontes?] Seu pai era um advogado de patentes. Cayne frequentou a Universidade Purdue, mas ele saiu antes de se formar para se juntar ao Exército dos Estados Unidos. Cayne é membro do Kappa Beta Phi.
Seu primeiro trabalho foi como vendedor ambulante; ele então vendeu sucata e títulos municipais. Em 1969, ele jogava bridge em período integral em Nova Iorque, quando Alan C. Greenberg, então um novato relativo na mesa da ponte, o contratou como corretor da Bear Stearns. Cayne tornou-se presidente em 1985, CEO em 1993 e Presidente do Conselho (enquanto continuava como CEO) em 2001. Ele foi substituído como CEO apenas em 2008 e estava na empresa até seu fim.

### Riqueza
Em 2005, a revista Forbes o classificou em 384.º entre os 400 americanos mais ricos, com um patrimônio líquido estimado em novecentos milhões de dólares. Em 2008, Cayne havia perdido quase 95% de sua fortuna como resultado do colapso do Bear Stearns.
Cayne tem sido alvo de várias reportagens da imprensa desde o colapso do Bear, incluindo o fato de ele ter vendido sua participação na empresa por 61 milhões de dólares após o acidente. Em 14 de março de 2008, Charlie Gasparino, da CNBC, informou que o valor das participações da Cayne no Bear Stearns havia caído de 997 milhões de dólares para significativamente menos de duzentos milhões de dólares na sequência da crise de liquidez do Bear Stearns. Poucos dias depois, o Bear Stearns chegou a um acordo com o concorrente JPMorgan para uma compra total de apenas dois dólares por ação, aproximadamente 236 milhões de dólares para toda a empresa. Na época, Cayne tinha uma exposição significativa às ações da empresa, com a maior parte de seu patrimônio líquido amarrado em ações da empresa. Estima-se que o valor das participações de Cayne tenha caído para menos de quinze milhões de dólares como resultado, removendo-o efetivamente da lista das pessoas mais ricas do país. Em 27 de março de 2008, foi anunciado que Cayne vendeu toda a sua participação na Bear Stearns, mais de 5,61 milhões de ações, por 10,82 dólares por ação. Essa participação foi vendida antes da votação da nova proposta do JPMorgan para o Bear Stearns.
Cayne foi nomeado na lista da Time Magazine de "25 pessoas responsáveis pela crise financeira".

## Morte
Cayne morreu em 28 de dezembro de 2021, aos 87 anos de idade.